# (7292) Prosperin
(7292) Prosperin (1992 EM7) – planetoida z pasa głównego asteroid okrążająca Słońce w ciągu 3,7 lat w średniej odległości 2,39 j.a. Odkryta 1 marca 1992 roku.